# گرون الد
گرون الد (به سوئدی: Grön eld) یک سازه شیشه‌ای در شهر اومئو، سوئد است.
این سازه که به رنگ سبز است در سال ۱۹۷۰ مقابل ایستگاه مرکزی اومئو ساخته شده و طول آن ۹ متر می‌باشد. این اثر هنری توسط ویک لیندستراند ساخته شده و از سازهای شیشه‌ای بزرگ جهان محسوب می‌شود.